# Livre

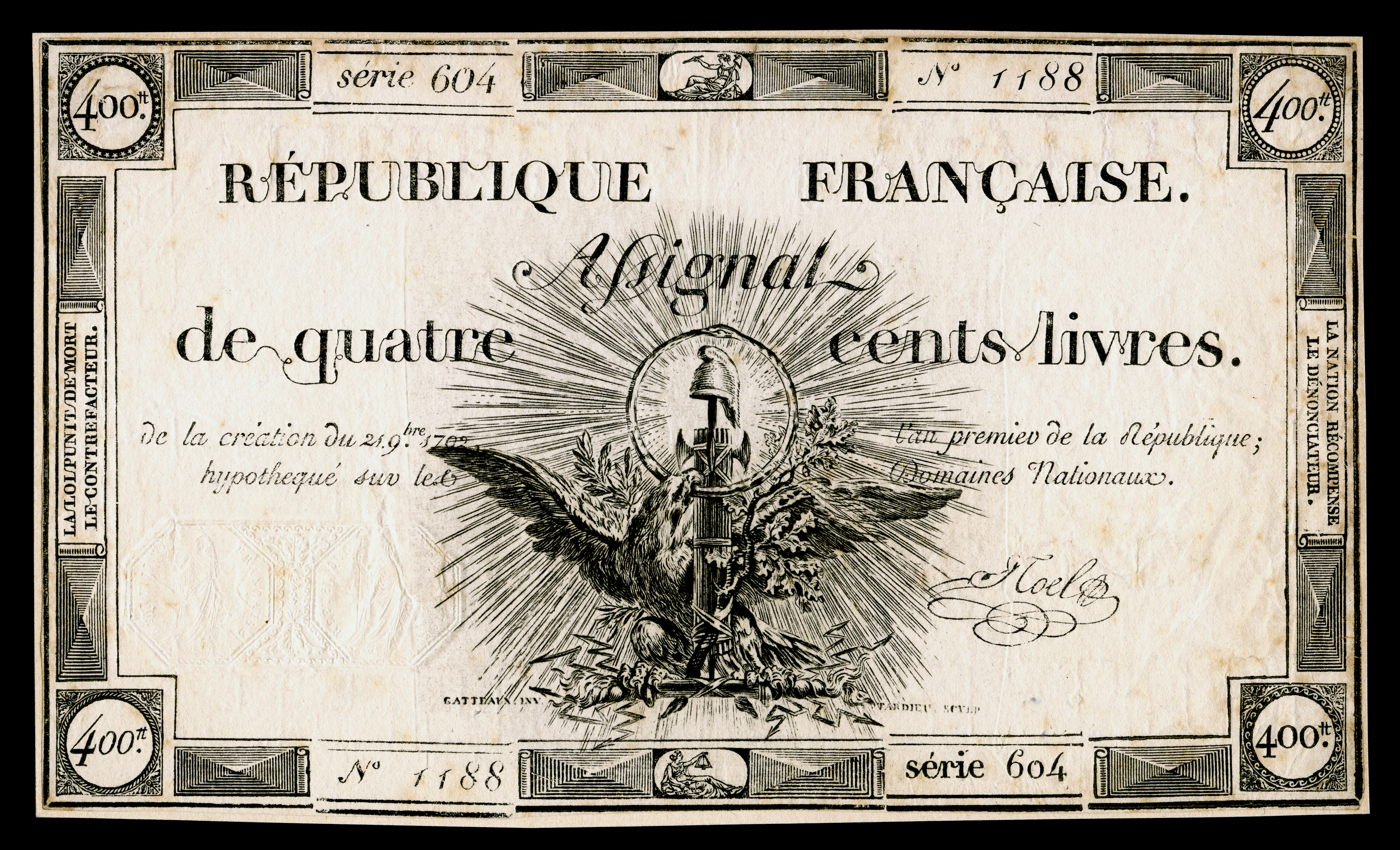
République Française - 400 Livres (1792)

La livre, o lira, dal latino libra, è stata la valuta della Francia fino al 1795, quando fu sostituita dal franco germinale. Sono esistite diverse livre anche contemporaneamente. La livre è stata sia un'unità di conto sia una moneta.

## Storia

### Origini
La livre fu definita da  Carlo Magno, con la riforma monetaria, come unità di conto uguale a una libbra d'argento. La libbra era suddivisa in 20 sou (o sol, soldo in italiano e shilling in inglese), ognuno di 12 denier (denaro, Pfenning, penny etc).  
La parola viene dal latino libra, unità di misura pari a una libbra che significa anche bilancia: ha quindi la stessa radice della parola lira usata in Italia nello stesso periodo. In Inghilterra la moneta si chiama pound cioè libbra in inglese.
Il sistema monetario carolingio fu presente in Europa fino alla decimalizzazione della sterlina britannica, che fino al 1971 era divisa in 20 shilling, ognuno di 12 penny.
La prima livre è la libbra carolingia. All'inizio furono coniati esclusivamente dei denari. Solo in seguito, con la svalutazione del denaro, si cominciarono a coniare monete di maggior valore. Differenti zecche in diverse parti dell'Europa usarono pesi diversi per i denari e di conseguenza si ebbero diverse livre - lire con differente peso e differente valore.

### Medioevo
Nella Francia medievale la livre standard usata nei territori sotto il controllo diretto della corona francese era nota come livre parisis (livre di Parigi); un altro standard, usato nella contea d'Angiò che era essenzialmente indipendente, era la livre tournois (livre di Tours o lire tornesi). Nel 1203 la contea d'Angiò passò sotto il controllo della corona francese e le due livres, la livre tournois e la livre parisis, circolarono una accanto all'altra.
Le due livres erano legate da un rapporto di 4 livres parisis = 5 livres tournois, entrambe erano suddivise in 20 sou, ma il sou parisis valeva 15 deniers e il sou tournois valeva 12 denier tournois.
La livre tournois (lira tornese) divenne la moneta di conto predominante in Francia nel XIII secolo e questa situazione rimase come norma generale fino alla  Rivoluzione francese, anche quando la livre tournois cessò di esistere come moneta reale.

### XIV - XV secolo
Dopo il ritorno dalle crociate, Luigi IX creò un monopolio reale per la coniazione in Francia e coniò il primo écu d'or (scudo d'oro) e il gros d'argent (grosso d'argento), i cui pesi (e suddivisioni monetarie) erano grosso modo equivalenti alla livre tournois (lira tornese) e al denier.
Tra il 1360 e il 1641 furono coniate monete da 1 livre tournois note con il nome di franc à cheval. Questo nome rimase nell'uso comune per la lira tornese, ma non fu mai utilizzato ufficialmente né sulle monete né sulla carta moneta.
L'uso ufficiale della lira tornese come unità di conto per tutta la Francia fu regolato per legge nel 1549. Tuttavia nel 1577 la lira tornese come unità di conto fu sostituita dallo scudo (écu d'or), che era in quel periodo la moneta francese d'oro di maggior valore in circolazione. Nel 1602 la lira tornese fu nuovamente ripristinata come unità di conto.

### Diciassettesimo secolo
Luigi XIII cessò la coniazione del franco nel 1641, sostituendolo con una monetazione basata sullo scudo d'argento (écu) e sul luigi d'oro (Louis d'or). Lo scudo e il luigi fluttuavano tra loro: lo scudo variava tra le cinque e le sei lire tornesi fino al 1726 quando il suo valore fu fissato in dieci lire tornesi.
Nel 1667 la livre parisis fu abolita ufficialmente. Tuttavia la livre rimasta, anche se oramai sola, fu chiamata frequentemente lira tornese (livre tournois) fino alla sua scomparsa.

### Diciottesimo secolo

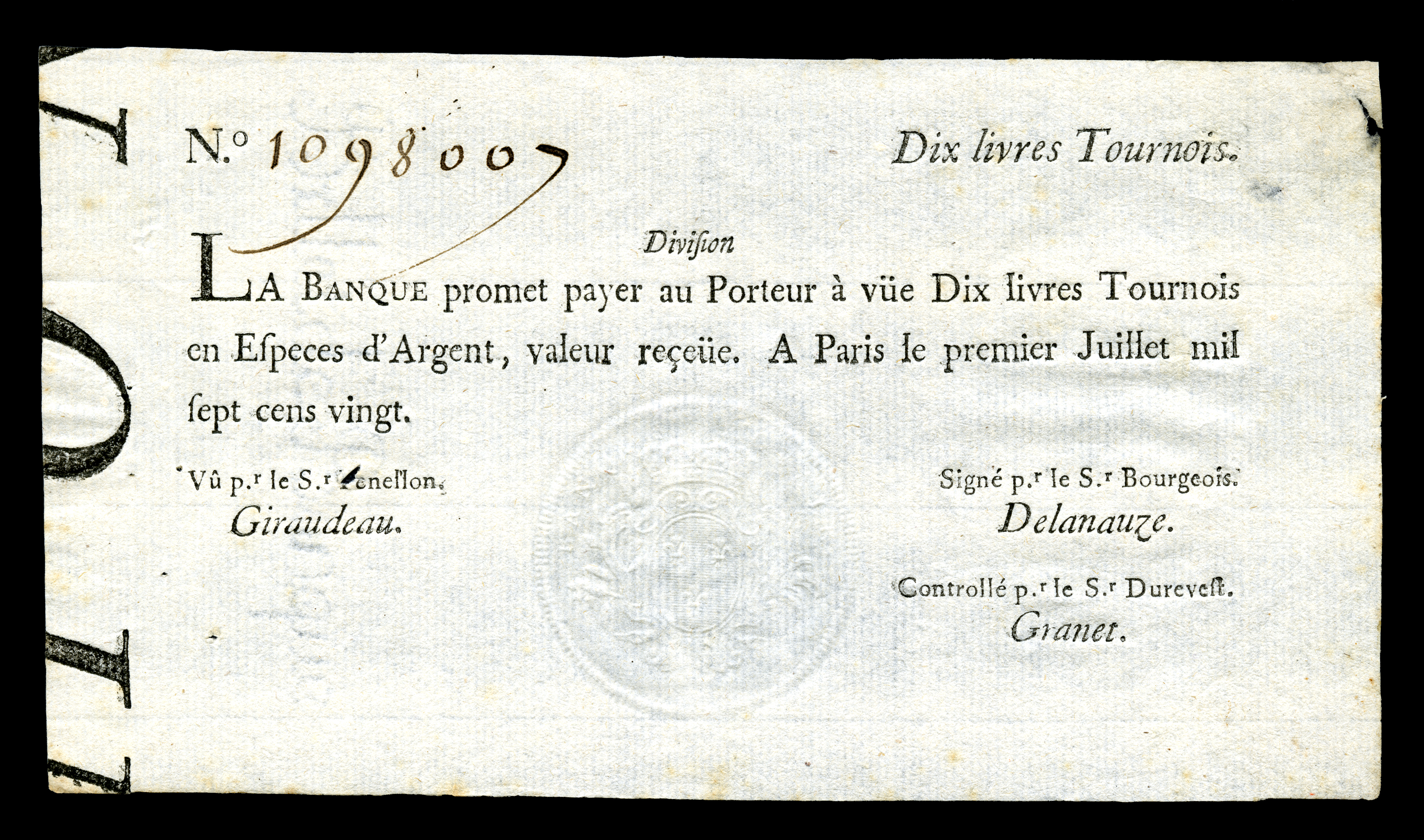
La Banque Royale-10 livres Tournois (1720)

La prima carta-moneta francese fu emessa nel 1701 e era emessa in livre tournois (lire tornesi). Tuttavia le banconote non mantennero il loro valore rispetto all'argento a causa di una massiccia sovra–produzione. La Banque Royale (l'ultimo istituto a emettere queste prime banconote) fallì nel 1720, rendendo le banconote senza valore (cfr. anche John Law e la moneta fiduciaria).
Nel 1726, sotto il ministro di Luigi XV Cardinale de Fleury, fu organizzato un sistema monetario stabile: otto once (un marco) di oro valevano 740 lire (livres), 9 soldi (sol); 8 once d'argento valevano 51 lire, 2 soldi, 3 denari (denier).  Questo portò a uno stretto tasso di conversione tra oro e argento (14,487 a 1) e stabilì i valori delle monete in circolazione in Francia:
- louis d'or (luigi d'oro) = 24 lire, affiancato dal mezzo-luigi (il demi-louis d'or) e dalla moneta da due luigi (il double louis d'or) (rispettivamente 12 e 48 lire)
- écu (scudo d'argento) = 6 lire, accanto ai 1/2, 1/4 e 1/8 di scudo (60, 30 e 15 soldi)
- monete di rame da 1 e 2 soldi e da 6 e 3 denari (anche denominato liard).

Non fu coniata una moneta dal valore di 1 lira.
La carta moneta fu reintrodotta dalla Caisse d'Escompte nel 1776, denominata in livre. Le banconote furono emesse fino al 1793, affiancate dal 1789 dagli assignats. Gli assegnati erano coperti (in teoria) dai terreni incamerati dal governo. Come le precedenti emissioni della Banque Royale, anche il loro valore crollò.
Le ultime monete e banconote del sistema monetario basato sulla livre furono emesse durante l'Anno II della Repubblica (1794). Nel 1795 fu introdotto il franco germinale dal valore di 1 lira e 3 denari.
|         | Reale                                                                                             | Costituzione                                    | Convenzione                                                |
| ------- | ------------------------------------------------------------------------------------------------- | ----------------------------------------------- | ---------------------------------------------------------- |
| Bronzo  | Liard 1/2 Sol 1 Sol                                                                               | 3 Denier 6 Denier 12 Denier 2 Sol               | 1/2 Sol aux balances 1 Sol aux balances 2 Sol aux balances |
| Argento | 6 Sol (o 1/20 d'écu) 12 Sol (o 1/10 d'Écu) 24 Sol (o 1/5 d'Écu) 1/2 Écu da 3 Livre Écu da 6 Livre | 15 Sol 30 Sol 1/2 Écu da 3 Livre Écu da 6 Livre | Écu da 6 Livre                                             |
| Oro     | 1 Louis d'or 2 Louis d'or                                                                         | Louis de 24 livres                              | 24 livres                                                  |

### Storia successiva
La livre fu usata anche come valuta legale nelle isole del Canale nella Manica (in inglese: Channel Islands). La lira (livre di Jersey) rimase la valuta legale a Jersey fino al 1834 quando, diminuendo la disponibilità delle monete che non erano più coniate, divenne necessaria l'adozione della sterlina.
La lingua basca chiamava il franco francese libera.